# The Technomancer
The Technomancer est un jeu vidéo de type action-RPG développé par Spiders et édité par Focus Home Interactive, sorti en 2016 sur Windows, PlayStation 4 et Xbox One. The Technomancer se passe dans le même univers que Mars War logs, également développé par Spiders. 

## Trame

### Synopsis
The Technomancer se passe sur Mars, dans un futur lointain où l'Homme a terraformé et colonisé Mars. L'espèce humaine vit dans des cités couvertes pour se protéger des radiations du soleil, et l'accès difficile à l'eau est la cause de nombreuses guerres entre les cités. Les radiations solaires entraînent des mutations chez les humains comme chez les animaux. Les humains ayant mutés (par irradiation) sont considérés comme des parias, et souvent réduits en esclavage. 
Dans chaque ville se trouve la caste des Technomant, ordre aux allures de secte religieuse, et aux secrets multiples. Les Technomants sont capables de générer des courants électriques avec leur corps. Par cette capacité, ils parviennent à garder une place privilégiée dans la société en participant aux différents conflits entre les villes. 
Dans ce contexte, Zachariah Mancer, un jeune Technomant, s'apprête à procéder à un rite final de l'ordre des Technomants. Une fois ce rite passé, il devra aider la cité d'Ophir dans laquelle il vit, tout en restant fidèle à la caste des Technomants et à ses secrets.

### Lieux
The Technomancer prend place sur Mars, et y respecte la géographie martienne. Notamment, la cité d'Ophir est située dans la Valles Marineris, au niveau de l'Ophir Chasma. La cité marchande de Noctis tire son nom du Noctis Labyrinthus.

## Système de jeu
Le jeu se déroule dans différents niveaux, ponctués d'affrontements. Les combats sont en temps réel. Le joueur peut choisir entre 3 postures de combat, correspondant à 3 styles différents. Il peut également utiliser la technomancie. Jusqu'à deux personnages non joueurs peuvent accompagner le héros. Le jeu met l'accent sur des quêtes et des dialogues, utilisant notamment des capacités de persuasion, pour gérer les relations du joueurs avec les autres personnages du jeu.

## Accueil
| Moyenne           | Moyenne                                  |
| Metacritic        | (PC) 56 (PlayStation 4) 60 (Xbox One) 68 |
| OpenCritic        | 58                                       |
| Sites spécialisés | Sites spécialisés                        |
| Jeuxvideo.com     | 12/20                                    |
| Gamekult          | 5/10                                     |
| ----------------- | ---------------------------------------- |